# Campeonato de España de la clase Snipe
El Campeonato de España de la clase Snipe es la competición más importante que la clase internacional Snipe de vela celebra en España. Se disputa anualmente desde 1942, cuando se celebró en Vigo, donde se había construido el primer Snipe español en 1932, el "Toñete", de Antonio Ruiz Martínez, y donde se constituyó la primera flota de Snipes de España, la del Real Club Náutico de Vigo, con el número 136 de la SCIRA.
Como todo Campeonato de España, es una regata cerrada, por lo que las tripulaciones no residentes en España solo pueden participar por invitación, y será proclamada Campeón de España la primera tripulación compuesta íntegramente por tripulantes con nacionalidad española o residencia legal en España de acuerdo con la normativa del Consejo Superior de Deportes. Al patrón campeón de España se le entrega la Copa Iberia, que es propiedad de la secretaría nacional de la clase Snipe. El patrón y su secretario territorial se responsabilizan de la Copa Iberia, que ha de ser devuelta al lugar del siguiente campeonato debidamente custodiada. Solamente se obtiene en propiedad si se consigue en 5 ocasiones, consecutivas o alternas. Hasta la actualidad solamente han obtenido el trofeo en propiedad tres patrones: Félix Gancedo, Aureliano Negrín, y Gustavo del Castillo.

## Campeones
| Año  | Yate                         | Patrón                              | Proel                      | Flota                                               |
| 1942 | Garrocha                     | José María Alonso-Allende           | Juan Manuel Alonso-Allende | 151 (Real Sporting Club)                            |
| 1943 | Eup                          | Luis Solaun                         | Néstor Basterra            | 151 (Real Sporting Club)                            |
| 1944 | Vesta                        | Santiago Amat                       | Ramón García               | 143 Barcelona (Real Club Marítimo de Barcelona)     |
| 1945 | Sopla II                     | Ramón Balcells                      | Jorge Balcells             | 143 Barcelona (Real Club Náutico de Barcelona)      |
| 1946 | Vesta II                     | Santiago Amat                       | José María Ponsals         | 143 Barcelona (Real Club Marítimo de Barcelona)     |
| 1947 | Cuquiño                      | Antonio Pérez Rodríguez             | Gabriel Mas                | 167 (Comisión Naval de Regatas de Baleares)         |
| 1948 | Cuquiño                      | Antonio Pérez Rodríguez             | Antonio Ferrer Tur         | 167 (Comisión Naval de Regatas de Baleares)         |
| 1949 | Cuquiño                      | Antonio Pérez Rodríguez             | Miguel Estela              | 167 (Comisión Naval de Regatas de Baleares)         |
| 1950 | Ardilla II                   | Eusebio Bertrand                    | Francisco Llobet           | 143 Barcelona (Real Club Náutico de Barcelona)      |
| 1951 | Sanpol                       | Santiago Amat                       | Jorge Muntaner             | 143 Barcelona (Real Club Marítimo de Barcelona)     |
| 1952 | Sur                          | Jaime Massó Bolíbar                 | Fernando Massó             | 136 (Real Club Náutico de Vigo)                     |
| 1953 | Aspa                         | Jorge Martí                         | J. A. Ragué                | 177 (Club Náutico de Caldetas)                      |
| 1954 | Albatros V                   | Salvador Pujadas                    | Enrique Mir                | 143 Barcelona (Real Club Náutico de Barcelona)      |
| 1955 | Binagaus II                  | Rafael Iturrioz                     | Ricardo Serrano            | 184 (Real Club Náutico de Cádiz)                    |
| 1956 | Guadalimar                   | Juan Manuel Alonso-Allende          | Miguel Real                | 151 (Real Sporting Club)                            |
| 1957 | Guadalimar                   | Juan Manuel Alonso-Allende          | Miguel Real                | 151 (Real Sporting Club)                            |
| 1958 | Canuto X                     | Gonzalo Fernández de Córdoba Larios | Luis Triay                 | 171 (Real Club Náutico de Algeciras)                |
| 1959 | Canuto X                     | Gonzalo Fernández de Córdoba Larios | Luis Triay                 | 146 (Real Club Mediterráneo)                        |
| 1960 | Chuvias II                   | Ángel Armada                        | Julio Ribó                 | 136 (Real Club Náutico de Vigo)                     |
| 1961 | Canuto XIII                  | Gonzalo Fernández de Córdoba Larios | Luis Triay                 | 146 (Real Club Mediterráneo)                        |
| 1962 | Canuto XIII                  | Gonzalo Fernández de Córdoba Larios | Luis Triay                 | 146 (Real Club Mediterráneo)                        |
| 1963 | Esperanza V                  | Carlos Gómez Raggio                 | Rafael Valdivia            | 146 (Real Club Mediterráneo)                        |
| 1964 | Area Milla                   | Fernando Massó                      | Tomás Massó                | 136 (Real Club Náutico de Vigo)                     |
| 1965 | Rocío IV                     | Pedro Casado Bolín                  | Rafael Estévez             | 146 (Real Club Mediterráneo)                        |
| 1966 | Chuvias IV                   | Ángel Armada                        | Julio Ribó                 | 136 (Real Club Náutico de Vigo)                     |
| 1967 | Kochab                       | Marcial Sánchez-Barcáiztegui        | Pedro Pasquín              | 556 (Comisión Naval de Regatas de Cádiz)            |
| 1968 | Chuvias IV                   | Ángel Armada                        | Julio Ribó                 | 136 (Real Club Náutico de Vigo)                     |
| 1969 | Gran Numa                    | Félix Gancedo                       | Antonio Burgos             | 146 (Real Club Mediterráneo)                        |
| 1970 | Gran Numa                    | Félix Gancedo                       | Antonio Burgos             | 146 (Real Club Mediterráneo)                        |
| 1971 | Gran Numa                    | Félix Gancedo                       | Antonio Burgos             | 146 (Real Club Mediterráneo)                        |
| 1972 | Gran Numa                    | Félix Gancedo                       | Antonio Burgos             | 146 (Real Club Mediterráneo)                        |
| 1973 | Gran Numa                    | Félix Gancedo                       | Rafael Parga               | 146 (Real Club Mediterráneo)                        |
| 1974 | Gran Numa                    | Félix Gancedo                       | Otero                      | 146 (Real Club Mediterráneo)                        |
| 1975 | Gran Numa                    | Félix Gancedo                       | Manuel Bernal              | 146 (Real Club Mediterráneo)                        |
| 1976 | El Greco                     | Gregorio Villén                     | Antonio García             | 146 (Real Club Mediterráneo)                        |
| 1977 | Gran Numa                    | Félix Gancedo                       | Manuel Bernal              | 146 (Real Club Mediterráneo)                        |
| 1978 | Gran Numa                    | Félix Gancedo                       | Carlos Llamas              | 146 (Real Club Mediterráneo)                        |
| 1979 | Gran Numa                    | Félix Gancedo                       | Carlos Llamas              | 146 (Real Club Mediterráneo)                        |
| 1980 | Gran Numa                    | Félix Gancedo                       | José Huertas               | 146 (Real Club Mediterráneo)                        |
| 1981 | Gran Numa                    | Félix Gancedo                       | Carlos Llamas              | 146 (Real Club Mediterráneo)                        |
| 1982 | Tulyar                       | Jorge Haenelt                       | Laureano Wizner            | 146 (Real Club Mediterráneo)                        |
| 1983 | Gran Numa                    | Félix Gancedo                       | Carlos Llamas              | 146 (Real Club Mediterráneo)                        |
| 1984 | Tulyar                       | Jorge Haenelt                       | Laureano Wizner            | 146 (Real Club Mediterráneo)                        |
| 1985 | Gran Numa                    | Félix Gancedo                       | Rodrigo Marqués            | 146 (Real Club Mediterráneo)                        |
| 1986 | Tetis                        | Fernando Rita                       | Antonio María Andreu       | 187 (Club Marítimo de Mahón)                        |
| 1987 | Tetis                        | Fernando Rita                       | Antonio María Andreu       | 187 (Club Marítimo de Mahón)                        |
| 1988 | Damunchito                   | Pedro Ferrer                        | Ignacio Galán              | 623 (Real Club Náutico de Arrecife)                 |
| 1989 | Tulyar                       | Jorge Haenelt                       | Martín Wizner              | 146 (Real Club Mediterráneo)                        |
| 1990 | Gran Numa                    | Félix Gancedo                       | Jesús Vilar                | 146 (Real Club Mediterráneo)                        |
| 1991 | Markab                       | Roberto Bermúdez de Castro          | Carlos Bermúdez de Castro  | 168 (Real Club Náutico de La Coruña)                |
| 1992 | San Miguel                   | Carlos Llamas                       | Javier Gutiérrez           | 146 (Real Club Mediterráneo)                        |
| 1993 | Coinga                       | Fernando Rita                       | Antonio María Andreu       | 187 (Club Marítimo de Mahón)                        |
| 1994 | Al Andalus                   | Oliver Góngora                      | Alejandro Fresneda         | 146 (Real Club Mediterráneo)                        |
| 1995 | Petete                       | Ricardo Rubio                       | Miguel Sánchez             | 150 (Real Club Marítimo de Santander)               |
| 1996 | Tetis                        | Fernando Rita                       | Javier Sintes              | 187 (Club Marítimo de Mahón)                        |
| 1997 | Devant Devant                | Damián Borrás                       | Javier Magro               | 187 (Club Marítimo de Mahón)                        |
| 1998 | Reserva Biosfera             | Aureliano Negrín                    | David Martín Pérez         | 623 (Real Club Náutico de Arrecife)                 |
| 1999 | Spica                        | Aureliano Negrín                    | David Martín Pérez         | 623 (Real Club Náutico de Arrecife)                 |
| 2000 | Máximo                       | Raúl de Valenzuela Santaella        | Alejandro Martín           | 278 (Club de Mar de Almería)                        |
| 2001 | Spica                        | Aureliano Negrín                    | David Martín Pérez         | 623 (Real Club Náutico de Arrecife)                 |
| 2002 | Spica                        | Aureliano Negrín                    | David Martín Pérez         | 623 (Real Club Náutico de Arrecife)                 |
| 2003 | Murcia Turística             | Francisco Sánchez Ferrer            | Marina Sánchez Ferrer      | 148 (Real Club de Regatas de Santiago de la Ribera) |
| 2004 | Lanzarote                    | Aureliano Negrín                    | Víctor Mariño              | 623 (Real Club Náutico de Arrecife)                 |
| 2005 | Murcia Turística             | Francisco Sánchez Ferrer            | Marina Sánchez Ferrer      | 148 (Real Club de Regatas de Santiago de la Ribera) |
| 2006 | Fresnedator                  | Pablo Fresneda                      | César Travado              | Club Náutico de Roquetas de Mar                     |
| 2007 | Centre Finance Movistar      | Francisco Sánchez Ferrer            | Marina Sánchez Ferrer      | 148 (Real Club de Regatas de Santiago de la Ribera) |
| 2008 | Indelasa                     | Rayco Tabares                       | Gonzalo Morales Quintana   | 623 (Real Club Náutico de Arrecife)                 |
| 2009 | Ey !                         | Gustavo del Castillo Palop          | Felipe Llinares Pascual    | 287 (Real Club Náutico de Gran Canaria)             |
| 2010 | 99                           | Rayco Tabares                       | Gonzalo Morales Quintana   | 623 (Real Club Náutico de Arrecife)                 |
| 2011 | Princesa Yaiza               | Rayco Tabares                       | Gonzalo Morales Quintana   | 623 (Real Club Náutico de Arrecife)                 |
| 2012 | Illesport                    | Jordi Triay                         | Lluís Mas Barceló          | 248 (Real Club Náutico de Palma)                    |
| 2013 | Bermellón                    | Francisco Sánchez Ferrer            | Marina Sánchez Ferrer      | 148 (Real Club de Regatas de Santiago de la Ribera) |
| 2014 | My Way/Pires de Lima         | Jordi Triay                         | Lara Cacabelos Afonso      | 187 (Club Marítimo de Mahón)                        |
| 2015 | My Way                       | Jordi Triay                         | Lluís Mas Barceló          | 187 (Club Marítimo de Mahón)                        |
| 2016 | Princesa Yaiza               | Rayco Tabares                       | Gonzalo Morales Quintana   | 623 (Real Club Náutico de Arrecife)                 |
| 2017 | Almendruco                   | Antonio López Montoya               | Gregorio Belmonte Cuenca   | 147 (Real Club de Regatas de Cartagena)             |
| 2018 | THe Hoteles                  | Gustavo del Castillo Palop          | Rafael del Castillo Palop  | 287 (Real Club Náutico de Gran Canaria)             |
| 2019 | THe Hoteles                  | Gustavo del Castillo Palop          | Rafael del Castillo Palop  | 287 (Real Club Náutico de Gran Canaria)             |
| 2020 | THe Hoteles                  | Gustavo del Castillo Palop          | Rafael del Castillo Palop  | 287 (Real Club Náutico de Gran Canaria)             |
| 2021 | THe Hoteles                  | Gustavo del Castillo Palop          | Rafael del Castillo Palop  | 287 (Real Club Náutico de Gran Canaria)             |
| 2022 | Pro Rigging-Anodizing Yachts | Víctor Pérez Campos                 | Enric Noguera Serra        | 673 (Club Marítimo San Antonio de la Playa)         |
| 2023 | Pro Rigging-Anodizing Yachts | Víctor Pérez Campos                 | Luca Rosa Bruggioni        | 673 (Club Marítimo San Antonio de la Playa)         |
| 2024 | LanzaroteESD                 | Alfredo González González           | Cristian Sánchez Barreto   | 623 (Real Club Náutico de Arrecife)                 |
| 2025 | Blezo                        | Enric Noguera Serra                 | Cristian Vidal Carbonell   | 187 (Club Marítimo de Mahón)                        |

## Títulos por flotas
| Flota                                                                                | Títulos | Años |
| 146 - Real Club Mediterráneo                                                         | 26      | 1959, 1961, 1962, 1963, 1965, 1969, 1970, 1971, 1972, 1973, 1974, 1975, 1976, 1977, 1978, 1979, 1980, 1981, 1982, 1983, 1984, 1985, 1989, 1990, 1992, 1994 |
| 623 - Real Club Náutico de Arrecife                                                  | 11      | 1988, 1998, 1999, 2001, 2002, 2004, 2008, 2010, 2011, 2016, 2024                                                                                           |
| 187 - Club Marítimo de Mahón                                                         | 8       | 1986, 1987, 1993, 1996, 1997, 2014, 2015, 2025 |
| 143 - Barcelona - Real Club Marítimo de Barcelona y Real Club Náutico de Barcelona - | 6       | 1944, 1945, 1946, 1950, 1951, 1954 |
| 136 - Real Club Náutico de Vigo                                                      | 5       | 1952, 1960, 1964, 1966, 1968 |
| 287 - Real Club Náutico de Gran Canaria                                              | 5       | 2009, 2018, 2019, 2020, 2021 |
| 148 - Real Club de Regatas de Santiago de la Ribera                                  | 4       | 2003, 2005, 2007, 2013 |
| 151 - Real Club Marítimo del Abra y Real Sporting Club                               | 4       | 1942, 1943, 1956, 1957 |
| 167 - Comisión Naval de Regatas de Baleares                                          | 3       | 1947, 1948, 1949 |
| 673 - Club Marítimo San Antonio de la Playa                                          | 2       | 2022, 2023 |
| 177 - Club Náutico de Caldetas                                                       | 1       | 1953 |
| 184 - Real Club Náutico de Cádiz                                                     | 1       | 1955 |
| 171 - Real Club Náutico de Algeciras                                                 | 1       | 1958 |
| 556 - Comisión Naval de Regatas de Cádiz                                             | 1       | 1967 |
| 168 - Real Club Náutico de La Coruña                                                 | 1       | 1991 |
| 150 - Real Club Marítimo de Santander                                                | 1       | 1995 |
| 278 - Club de Mar de Almería                                                         | 1       | 2000 |
| Real Club Náutico de Roquetas de Mar                                                 | 1       | 2006 |
| 248 - Real Club Náutico de Palma                                                     | 1       | 2012 |
| 147 - Real Club de Regatas de Cartagena                                              | 1       | 2017 |

## Galería

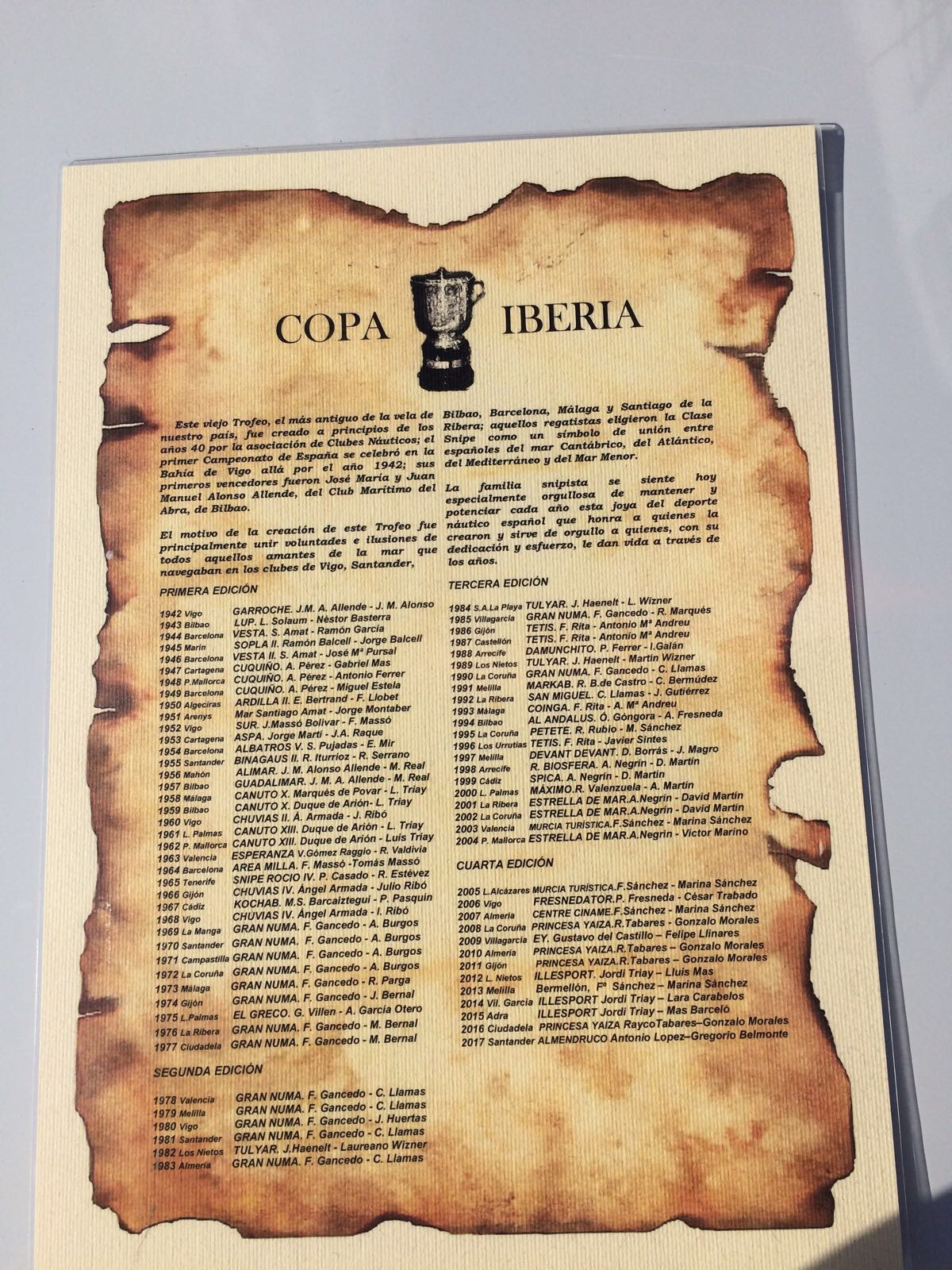
Cartel con el historial de la Copa Iberia expuesto en el salón náutico de Barcelona de 2017.
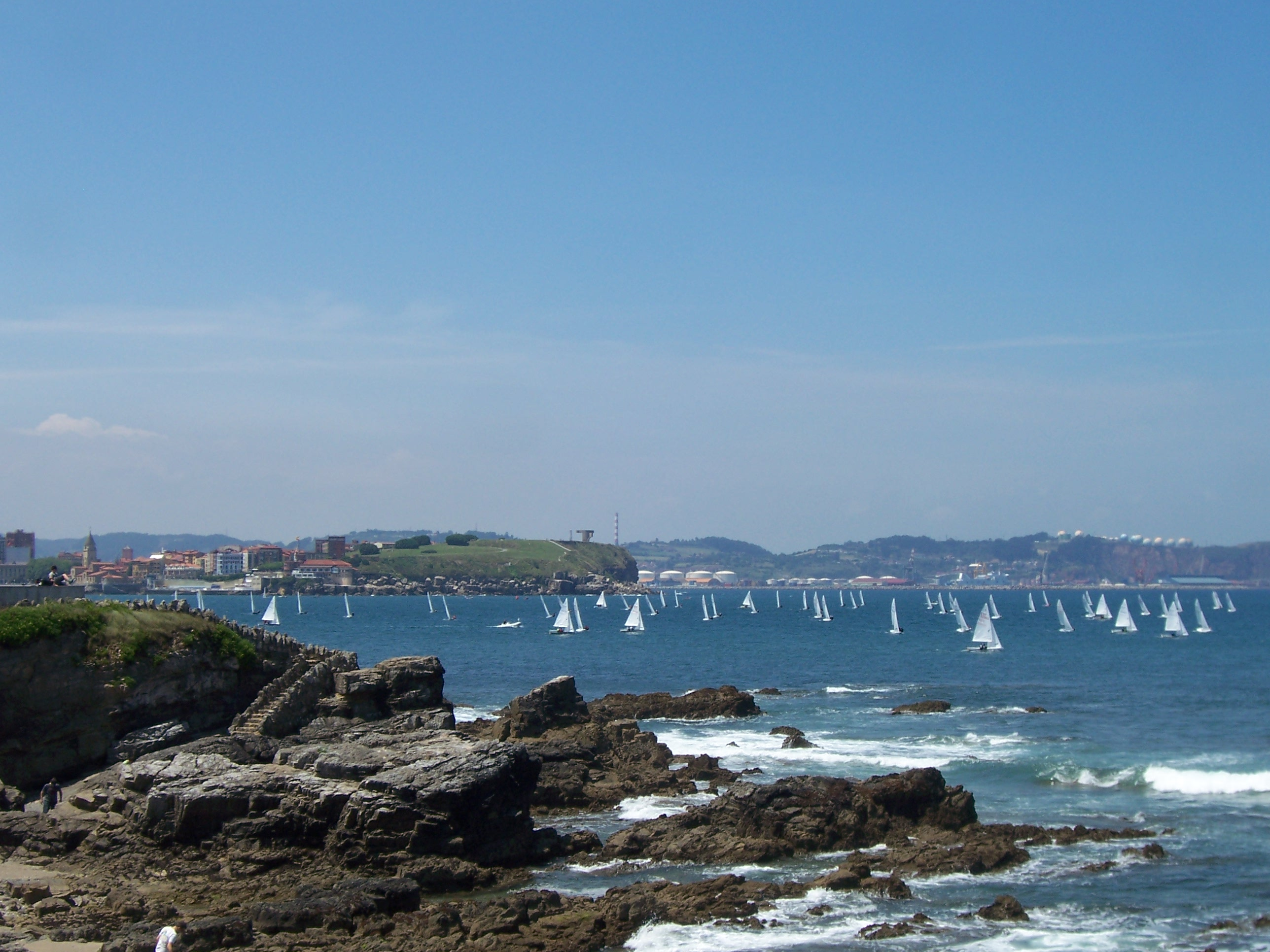
Imagen del primer día del campeonato de 2011, organizado por el RCAR.
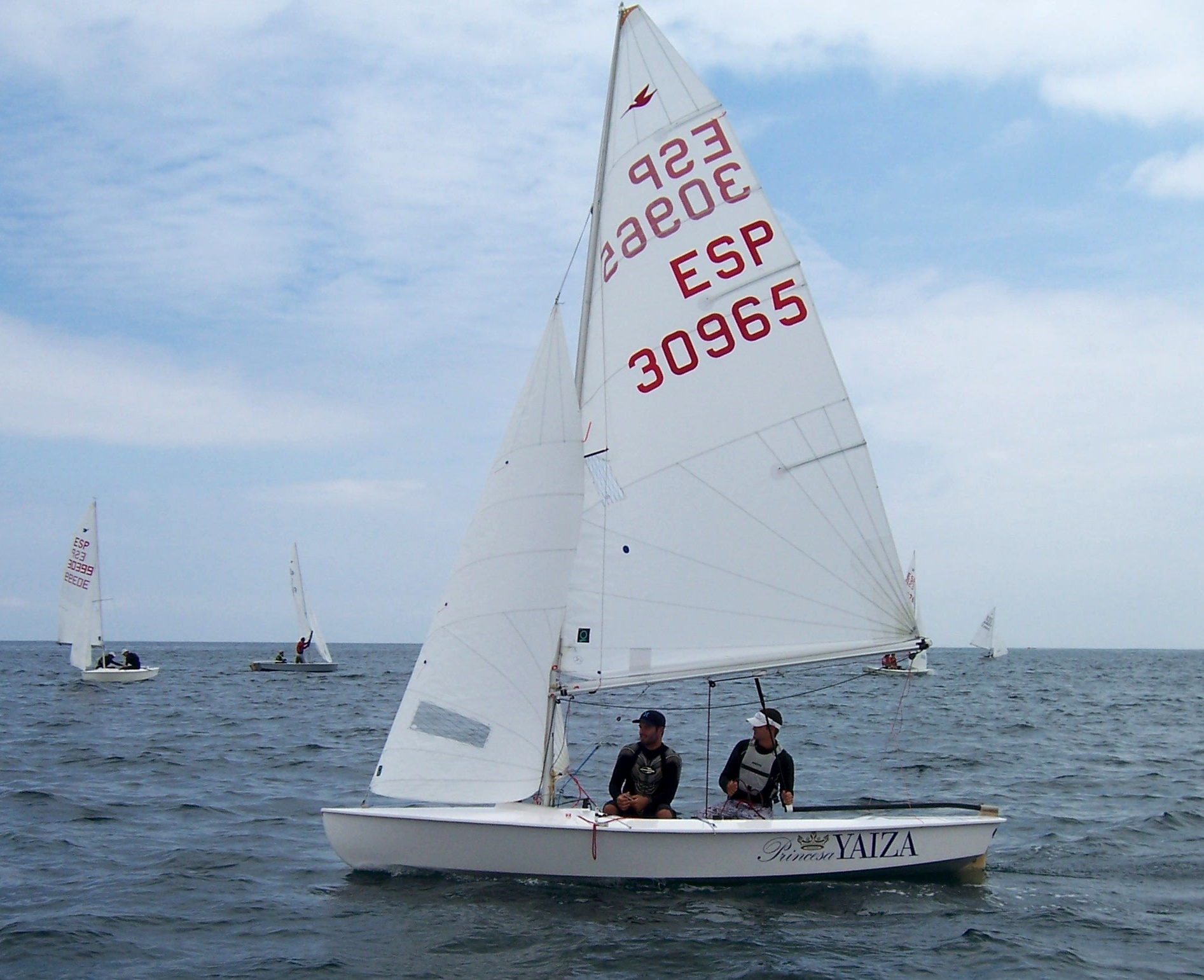
Rayco Tabares y Gonzalo Morales, campeones de España en 2008, 2010, 2011 y 2016.